# Доброволець (телесеріал, 2020)
«Доброволець» — український серіал режисера Ахтема Сеітаблаєва про добровольців АТО, які повернулися з фронту й намагаються адаптуватися до мирного життя.
Серіал створено за підтримки Українського культурного фонду.
Трансляція 6-серійного серіалу вперше відбулася з 29 вересня по 1 жовтня 2020 року на каналі ICTV.

## Синопсис
Доброволець, капітан-розвідник Дмитро повертається додому з фронту до Києва. Його загін було знищено, і він єдиний, хто вижив після обстрілу. Дмитро відчуває власну провину за загибель товаришів і розуміє, що не має права на спокійне життя у місті. Він мусить продовжити бій… У цей час у столиці готується серія масштабних терактів. Капітан спецслужб Володимир Руденко веде спостереження за злочинним угрупуванням, головою якого є сепаратист Скіф. Спіймати його не просто, оскільки Скіф діє через свого підлеглого Жилинського, з яким Дмитро «познайомився» ще на передовій. Обличчя Жилинського Дмитро запам'ятав надовго, адже товаришів було вбито саме за його наказом. Дмитро та Володимир формують спецзагін з бійців АТО, щоб протистояти терористам.

## У ролях
| Актор                | Роль                                                       |
| -------------------- | ---------------------------------------------------------- |
| Олег Шульга          | Дмитро, капітан ЗСУ, лідер команди                         |
| Сергій Дерев'янко    | Сергій, волонтер, найкращий друг Дмитра                    |
| Олександр Пожарський | Андрій, сапер-доброволець, технічна допомога               |
| Олег Волощенко       | Ярик, майор ДШВ, силова підтримка                          |
| Петро Ніновський     | Фрол, комп'ютерний геній, інформаційна підтримка           |
| Денис Гранчак        | Олег, юридична підтримка                                   |
| Ольга Олексій        | Олена, дружина Олега                                       |
| Марія Пашкурова      | Валя, дружина Дмитра                                       |
| Андрій Мостренко     | Володимир Руденко, капітан СБУ                             |
| Роман Мацюта         | Скіф, фаховий офіцер і резидент ворожої розвідки           |
| Сергій Дєньга        | Козир, помічник Скіфа, колишній український контррозвідник |
| Всеволод Шекіта      | Жилинський, права рука Скіфа, колишній співробітник МВС    |
| Наталія Васько       | дружина Жилинського                                        |
| Таїсія-Оксана Щурук  | Мія, донька Андрія, дівчина Фрола, ІТ підтримка            |
| Сергій Дзялик        | Пал Палич, полковник СБУ                                   |
| Микола Боклан        | генерал СБУ                                                |

## Творчий колектив
- Режисер: Ахтем Сеітаблаєв
- Продюсери: Ігор Кондратюк, Іванна Дядюра
- Сценаристи: Анатолій Карлюга, Юлія Чернявська
- Оператор: Сергій Ревуцький
- Художник-постановник: Марія Кобилецька
- Художник по костюмах: Дарія Кочнєва
- Композитор: Андрій Пономарьов
- Продюсери ICTV: Ірина Храновська, Анастасія Штейнгауз, Олена Сахацька, Олександр Богуцький

## Виробництво

### Місце зйомок
Зйомки 6 серій проходили на понад 60 локаціях. Більшість сцен знімали в Києві, зокрема на Трухановому острові, стадіоні «Олімпійському», Річковому вокзалі і Хрещатику. Сцени боїв в зоні АТО, які спливають як спогади головного героя, знімали на пустирях і покинутих будівлях за Києвом. Також в серіалі глядачі побачать столичні вулиці з висоти, адже знімали серіал з прольотами квадрокоптера.

### Знімання
«Доброволець» — перший в Україні екшн-серіал, знятий за допомогою трикамерної зйомки. Принцип роботи полягає у використанні одразу трьох камер для зйомки однієї сцени з різних точок і з різною значущістю плану. Як стверджує оператор Олексій Ламах, це зробить серіал більш динамічнішим і реалістичнішим. Новаторство зйомки також у тому, що напівдокументальну за стилістикою стрічку знімали без звичних для серіального виробництва спецзасобів: візка, зуму Dolly та кранів.